# اوچارد
اوچارد (به مجاری: Ócsárd) یک منطقهٔ مسکونی در مجارستان است که در ناحیه پچ واقع شده‌است.